# 西吉贝尔特二世
西吉贝尔特二世（Sigebert II）是墨洛温王朝的法兰克国王。父親是奧斯特拉西亞及勃艮第國王提烏德里克二世，他是提烏德里克二世四名庶子之中的長子。

## 生平
西吉貝爾特二世出生於601年。612年，父親提烏德里克二世在曲爾皮希擊潰伯父提烏德貝爾特二世的奧斯特拉西亞軍隊，並俘虜了提烏德貝爾特二世。同年殺死提烏德貝爾特二世及他的兒子墨洛維，繼承並兼併奧斯特拉西亞王國。
可惜提烏德里克二世的統治很短暫。翌年（613年），他在梅斯死於中毒或痢疾，因為沒有嫡子的原因，於是曾祖母布倫希爾德倡議立西吉貝爾特二世為國王，再次成為曾孫的攝政。朝野上下對立幼主及布倫希爾德再度攝政而惶恐，奧斯特拉西亞宮相沃納哈爾二世、勃艮第宮相雷多、奧斯特拉西亞總督蘭登丕平與梅斯主教阿努爾夫一道，與敵對的紐斯特里亞國王克洛泰爾二世合謀，最終在與紐斯特里亞對戰的埃納之戰中，奧斯特拉西亞與勃艮第的貴族對被圍攻的王軍坐視不理，祖孫二人只得倉皇撤退。最終在前往凱爾特部落求援的路上被克洛泰爾二世的軍隊攔截捕獲，西吉貝爾特二世與王弟克朗恩於613年10月10日雙雙被殺。